# Ramon Subirats i Coral
Ramon Subirats i Coral (Barcelona, 4 d'agost de 1941-Canet de Mar, 11 de gener de 2008) va ser un activista polític anarquista i independentista català, militant d'un grup autònom del Front Nacional de Catalunya (FNC) i posteriorment de l'Exèrcit Popular Català (EPOCA) i el Moviment de Defensa de la Terra (MDT).
Nascut el 4 d'agost de 1941 a la ciutat de Barcelona com a fill únic d'una família vinculada a la Confederació Nacional del Treball (CNT), en un escenari de miseria fruit del context de postguerra.